# Smiles of a Summer Night (Desperate Housewives)
«Smiles of a Summer Night» es la 72.ª episodio de la serie Desperate Housewives que transmite la cadena norteamericana ABC. Este episodio es el segundo de la cuarta temporada. Fue escrito por Bob Daily y Matt Berry, dirigido por David Grossman y fue estrenado originalmente el 7 de octubre de 2007.

## Estrellas invitadas
- Nathan Fillion como Adam Mayfair.
- Kathryn Joosten como Karen McCluskey.
- Tahj Mowry como Matt.
- Pat Crawford Brown como Ida Greenberg.
- Blake Hood como Boomer.
- Matt Baker como joven #1.
- James Luca McBride como Al.

## Recapitulación del episodio
Julie le pregunta a Susan si puede ir a una fiesta, sin embargo Mike le dice a Susan que él prefiere prohibirle a su hija ir debido al hecho de que ha visto algunos partidos locos en la casa donde se va Julie. Aunque Susan ya había dado permiso para ir a la fiesta, ella se pone del lado con Mike y Julie queda prohibida. Sin embargo, Susan decide ir a espalda de Mike y le dice a Julie: "Sólo quería que Mike se sienta como si él fuese parte del proceso de toma de decisiones", y que permite a Julie asistir a la fiesta. Más tarde esa noche, Mike le cuenta a Susan que cuando conducía el día anterior pasó enfrente de esa casa y vio cosas como por ejemplo, chicas en ronda de topless, mientras la gente borracha alrededor miraba asombrada y sonaba música blaring. Susan dice que necesita bajar a la tienda, y ella corre a la fiesta para recoger a Julie y Dylan. Mike más tarde descubre la mentira de Susan y le dice que él respeta sus decisiones sobre la forma que quiere criar a Julie, pero la quiere como si fuera su hija. 
Lynette Scavo pide durante su almuerzo si alguien desea asistir a la quimioterapia con ella, después de ver cómo le patearon a Tom por ser demasiado emocional. Bree, Susan e incluso Katherine se ofrecen para hacerlo, pero Gabrielle finge no escuchar la pregunta y Lynette la enfrenta al respecto. Gabrielle lo entiende y decide ir con Lynette. Sin embargo cuando ella está allí para entretener a Lynette, le parece incómodo y difícil, constantemente encuentra razones para dejar la habitación y desaparece durante horas. Viendo la frustración y el dolor de Lynette, Gabrielle revela que cuando ella tenía cinco años, su padre murió de cáncer, y su madre le pidió que no llorara porque quería que su marido se sienta bien y no morir viendo a su hija llorar. Ella dice que le sonrió toda la noche - incluso después de que él había muerto - y más tarde hizo una gran carrera (como modelo), donde todo lo que tenía que hacer era sonreír. Lynette la contraataca con lágrimas en los ojos cuando le dice que ella tiene tanto miedo a perder que no puede pretender que le de una sonrisa. Gabrielle estrangula a Lynette hasta hacerle prometer que no va a morir. 
Dylan está sentada afuera de su casa cuando la Sra. McClusky pasa caminando, y ella le comenta a Dylan sobre cómo solía verla siempre jugar en su triciclo por todo el barrio con su padre cerca. Más tarde, espera hasta que Katherine se vaya, entonces ella coge su álbum de fotos familiares. Mira un bebé a través de la imagen de sí misma y se da cuenta de que todos están iguales menos ella, pero se esconde realmente rápido cuando su mamá entra en la habitación. 
Durante un almuerzo que organiza Lynette, para mal de Katherine, todo el mundo habla de la tarta que Bree ha traído. Susan y Gabrielle le dicen que es la mejor que ha hecho nunca. Sin embargo, cuando se trata de Bree, se da cuenta de que no es la suya y mira más al de Katherine. Katherine viene a limpiar y anuncia que ella cambió la de Bree con la suya para que todo el mundo pudiera probarla. Bree, furiosa acerca del engaño de Katherine y, en gran medida intrigada por el sabor de su pie, trata desesperadamente de averiguar el ingrediente secreto de Katherine. Cuando esto no funciona ella le da su receta de pastel de carne y, a continuación, pregunta amablemente a Katherine sobre su receta de pastel de merengue de limón. Katherine se niega, pero Bree sigue presionando. Consiguiendo una lucha verbal. En su determinación, Bree irrumpe en la casa Mayfair para ir a robar, sólo para encontrar que Katherine guarda sus recetas en una caja llena de candados. En lugar de darse por vencida, Bree roba dos destornilladores de Mike, pero es atrapada cuando Katherine y su familia vienen a casa. Antes de que ella se escape inadvertida, oye por casualidad una conversación entre Dylan y su madre. Dylan trata de saber más sobre su padre y la razón por la que dejó a la familia cuando ella era más joven. Katherine le ordena no escuchar a los vecinos nada de lo que dicen sobre su padre. Cuando Dylan le dice a Katherine que ella es un monstruo, recibe una dura bofetada en toda la cara, Dylan corre a su habitación mientras su padrastro Adam mira todo y no hace nada. Katherine, Dylan y Adam no notan que Bree escucha toda la conversación. 
Edie Britt chantajea a su novio Carlos con la amenaza de decirle a la gente acerca de su cuenta bancaria ilegal en caso de no casarse con ella. Carlos acepta, pero después busca algunos hombres en un bar para poner fin a Edie de arruinar su vida. El extraño promete "cuidar de ella". 
En un flashback de Susan acerca de la fecha en que Katherine abruptamente se marchaba de Wisteria Lane, su ex vecina Mary Alice Young y Susan van a pie hasta la casa de Katherine para cuestionarle a una joven Katherine de por qué ella, Dylan y su esposo se mudan de repente. Con un aspecto muy nervioso, Katherine les dice que ella obtuvo un empleo en Chicago y ella se niega a dejar que Susan y Julie lleguen a decir adiós a Dylan. Un estrellante ruido se escucha de arriba y Katherine les dice que va a perder su vuelo y cierra la puerta con urgencia.
- Datos: Q725161